# Argagnon
Argagnon település Franciaországban, Pyrénées-Atlantiques megyében. Lakosainak száma 699 fő (2022. január 1.). Argagnon Arthez-de-Béarn, Balansun, Castétis, Maslacq, Mont, Sarpourenx és Mesplède községekkel határos.

## Népesség
A település népességének változása:
| Lakosok száma | 729  | 712  | 726  | 702  | 705  | 702  | 702  | 700  | 699  |
|               | 2013 | 2015 | 2016 | 2017 | 2018 | 2019 | 2020 | 2021 | 2022 |